# Blutroter Leder-Täubling
Der Blutrote Leder-Täubling oder Rotweiße Täubling (Russula rubroalba) ist ein Pilz aus der Familie der Täublingsverwandten. Er ist ein mittelgroßer bis großer, ziemlich festfleischiger Täubling mit einem leuchtend roten oder rötlichen Hut. Die Lamellen sind bei Reife wie die Sporen ockergelb. Das weiße, mehr oder weniger unveränderliche Fleisch schmeckt mild und hat einen schwachen, leicht obstartigen Geruch. Die Huthaut enthält Pileozystiden, aber keine inkrustierten Elemente, die Sporen sind mehr oder weniger netzig ornamentiert. Der sehr seltene Täubling kommt in verschiedenen Laubwäldern vor und geht meist mit Rotbuchen eine symbiotische Partnerschaft ein. Der Artrang dieses Täublings ist umstritten. Viele Autoren sehen in ihm nur eine rothütige Form des Weißstieligen Leder-Täublings. Laut Romagnesi hat der Pilz eine große Ähnlichkeit mit dem Gold-Täubling.

## Merkmale

### Makroskopische Merkmale
Der Hut ist 5–8, selten bis 10 cm breit. Die Hüte junger Fruchtkörper sind halbkugelig, dann gewölbt bis abgeflacht und später etwas niedergedrückt und in der Mitte genabelt oder eingedrückt. Die Huthaut ist glatt, matt und schön purpur- bis zinnoberrot gefärbt. In der Mitte ist der Hut oft heller, bisweilen fast weißlich ausgeblasst oder fleckig. Der Hutrand ist glatt und die Huthaut angewachsen und lässt sich nur wenig abziehen.
Die ziemlich dicken, spröden Lamellen sind jung weiß und werden später zunehmend ockergelb. Sie sind ausgebuchtet am Stiel angewachsen und zahlreich gegabelt. Die Lamellenschneiden sind glatt. Das Sporenpulver ist intensiv dottergelb (IVd-e nach Romagnesi).
Der weiße, zylindrische, zur Stielbasis hin oft verschmälerte Stiel ist 4–8 (9) cm lang und 1,2–2 cm dick. Im Alter wird er an der Basis fast bräunlich. Der Stiel ist in der Jugend voll und wird später oft kammerig-hohl. Die Stielrinde ist fein bis stark längsaderig.
Das Fleisch ist weiß und läuft nach dem Anschneiden mehr oder weniger gräulich an. Es riecht schwach obstartig und schmeckt mild. Mit FeSO4 verfärbt sich das Fleisch orangerosa und mit Guajak langsam hellgrün. Phenol hingegen bewirkt eine braunrote Verfärbung des Fleisches.

### Mikroskopische Merkmale
Die rundlichen Sporen sind 6,7–9,0 µm lang und 5,7–7,6 µm breit. Die gratig und teilweise netzartig verbundenen Warzen werden bis zu 0,5 µm hoch. Nach Bon kann das Sporenornament auch fast vollständig netzig sein, wobei einige spitzdornige Warzen eingestreut sind. Die Basidien sind keulig, 45–53 µm lang und 10–12 µm breit und haben 2 oder 4 Sterigmen. Die zahlreichen, 35–90 µm langen und 6–12 µm breiten Cheilozystiden sind spindelförmig bis keulig und tragen an ihrer Spitze kein Anhängsel. Die Pleurozystiden sind ähnlich. Sie sind 50–95 µm lang und 9–11 µm breit, aber nicht so zahlreich. Alle Zystiden färben sich in Sulfobenzaldehyd schwach gräulich an.
Die schlanken, 2–4 µm breiten Hyphenzellen der Huthaut sind zylindrisch, teilweise verzweigt und verjüngen sich zur Spitze hin. Sie sind ein- bis zweifach septiert, das heißt durch Querwände unterteilt. Zwischen den haarartigen Hyphenzellen liegen die zylindrischen bis schwach keuligen, nicht oder nur einfach septierten, 3–5 µm breiten Pileozystiden, die sich mit Sulfobenzaldehyd ebenfalls anfärben lassen. Mit Sulfovanillin färben sie sich kaum an und können leicht übersehen werden.

## Artabgrenzung
Der Gold-Täubling, der Kurzstielige Leder-Täubling und der Weißstielige Leder-Täubling können sehr ähnlich aussehen. Folgende Merkmale helfen dabei, die Arten auseinanderzuhalten:
- Der Gold-Täubling hat lebhaft zitronengelb gefärbtes Fleisch, das man beim Blutroten Leder-Täubling nicht findet. Außerdem findet man in seiner Huthaut  keine Pileozystiden. Allerdings können diese beim Blutroten Leder-Täubling leicht übersehen werden, besonders wenn man Sulfovanillin als Nachweisreagenz verwendet.
- Der Kurzstielige Leder-Täubling hat einen mehr weinrot bis violett rotgefärbten Hut und Sporen mit isoliert stehenden Warzen. Außerdem ist sein Stiel meist kürzer und sein Sporenpulver heller gefärbt.
- Der Weißstielige Leder-Täubling hat einen mehr violett, bisweilen teilweise auch grünlich gefärbten Hut und erscheint in der Regel später. Sein Fleisch ist weicher und die Huthaut gut abziehbar. Außerdem hat er rundlichere Sporen mit einem Q-Wert (Sporenlänge/Sporenbreite) von höchstens 1,2. Zudem ist sein Sporenornament niedriger und die Pileozystiden sind höchstens 5 µm breit.[2][3][4]

## Ökologie
Der Blutrote Leder-Täubling ist ein Mykorrhizapilz, der in Deutschland meist mit Buchen, seltener auch mit Eichen eine Symbiose eingeht. In Frankreich und der Schweiz findet man den Täubling auch unter Kastanien.
Man findet den Täubling gesellig in wärmeren Kalkbuchen- oder Eichen-Hainbuchenwäldern. Er scheint eine Vorliebe für kalkreiche Böden zu haben, kommt aber auch auf neutralen bis schwach sauren Böden vor. Er wurde aber auch schon auf sauren Lehmböden und über Schiefer gefunden. Die Fruchtkörper erscheinen meist im Sommer, hauptsächlich im Juli und August, in Frankreich und der Schweiz wohl auch etwas früher.

## Verbreitung

Europäische Länder mit Fundnachweisen des Blutroten Leder-Täublings.
Länder mit Fundmeldungen
Länder ohne Nachweise
keine Daten
außereuropäische Länder

Der Blutrote Leder-Täubling ist eine sehr seltene, rein europäische Art, die mehr im Süden und Südwesten Europas verbreitet ist.
Der Täubling ist in Deutschland, Österreich und der Schweiz sehr selten.

## Systematik
Der sehr seltene Täubling wurde 1932 von R. Singer als rote Farbvariante des Weißstieligen Leder-Täublings beschrieben. Tatsächlich sieht er diesem Täubling mit seinen spröden, bei Reife orangegelben Lamellen und dem rein weißen Stiel sehr ähnlich. Romagnesi beschrieb ihn dann 1967 als eigenständige Art. Einige Autoren billigen dem Täubling keinen Artrang zu, sondern sehen ihn wie Singer als bloße Form des Weißstieligen Leder-Täublings an. Wahrscheinlich wird die Art aber häufig fehlinterpretiert.

### Infragenerische Systematik
Bei Sektion Polychoromae Untersektion Integrinae (Romagnesi) bei Bon in der Untersektion Laeticolorinae, die Untersektion enthält Arten mit nahezu unveränderlichem Fleisch und rötlich oder rot gefärbten Hüten, die Huthaut enthält Pileozystide, aber keine inkrustierten Elemente.

### Varietäten
- Russula rubroalba var. albocretacea  Sarnari (1992)

Der Hut ist komplett elfenbein-weiß verblasst. Die Värietät gilt als Albinoform des Blutroten Leder-Täublings. In allen anderen Eigenschaften ist sie aber mit der Art vollkommen identisch.

## Bedeutung
Der Blutrote Leder-Täubling ist im Prinzip essbar, sollte aber aufgrund seiner Seltenheit nicht gesammelt werden.